# Bulbophyllum quadrichaete
Bulbophyllum quadrichaete là một loài phong lan thuộc chi Bulbophyllum.